# Лонато дел Гарда
Лонато дел Гарда (итал. Lonato) је насеље у Италији у округу Бреша, региону Ломбардија.
Према процени из 2011. у насељу је живело 8186 становника. Насеље се налази на надморској висини од 161 м.

## Становништво
Према резултатима пописа становништва 2011. у општини је живело 15.559 становника.
| 1936. | 1951.  | 1961. | 1971.  | 1981.  | 1991.  | 2001.  | 2011.  |
| ----- | ------ | ----- | ------ | ------ | ------ | ------ | ------ |
| 9.251 | 10.062 | 9.905 | 10.108 | 10.622 | 10.923 | 12.212 | 15.559 |

## Партнерски градови
- Риза